# スキップ・サダス
スキップ・サダス(Skipp Sudduth、1956年8月23日 - )はアメリカ合衆国出身の俳優、監督。

## 来歴・人物
マサチューセッツ州ウェアハム出身。
監督として『CSI:ニューヨーク』や『クリミナル・マインド FBI行動分析課』等、人気テレビシリーズに関わっている。
俳優としてはテレビドラマ中心で、『OZ/オズ』と『サード・ウォッチ』への出演で知られている。特に警官を演じる事が多い。
弟であるコール・サダスは同じく俳優として活動しており、1999年の映画『54 フィフティ★フォー』等で共演している。
日本語吹き替えは多数の作品で楠見尚己が担当している。

## 主な出演作品

### 映画
| 公開年 | 邦題 原題                                                  | 役名                 | 備考       |
| ------ | ---------------------------------------------------------- | -------------------- | ---------- |
| 1995   | マネー・トレイン Money Train                               | コワルスキー         |            |
| 1996   | イレイザー Eraser                                          | ウォッチ・コマンダー |            |
| 1997   | ジョージ・ウォレス/アラバマの反逆者 George Wallace         | アル                 | TVムービー |
| 1998   | RONIN Ronin                                                | ラリー               |            |
| 1998   | 54 フィフティ★フォー 54                                    | ハーラン・オシア     |            |
| 1999   | フローレス Flawless                                        | トミー               |            |
| 2015   | ミッシング・サン Meadowland                                | テッド               |            |
| 2015   | ハンズ・オブ・ラヴ 手のひらの勇気 Freeheld                 | レイノルズ           |            |
| 2019   | ブロー・ザ・マン・ダウン〜女たちの協定〜 Blow the Man Down | コレッティ           |            |
| 2025   | ウエディング WEDDING                                       |                      |            |

### テレビドラマ
| 1990      | エルヴィス Elvis                                           |                                | 1エピソード                                |
| 1996      | ハイテク武装車バイパー Viper                               | テリー・モロイ                 | 1エピソード                                |
| 1997      | ブルックリン74分署 Brooklyn South                          | スタン・プリチャード巡査       | 1エピソード                                |
| 1997-1998 | OZ/オズ OZ                                                 | レニー・ブルアノ               | 6エピソード                                |
| 1999-2005 | サード・ウォッチ Third Watch                               | ジョン・“サリー”・サリバン巡査 | 131エピソード（3エピソードで監督も務めた） |
| 2005      | LAW & ORDER:性犯罪特捜班 Law & Order: Special Victims Unit | フィリップ・ウェストリー       | 1エピソード                                |
| 2008      | LAW & ORDER:犯罪心理捜査班 Law & Order: Criminal Intent    | ディクソン                     | 1エピソード                                |
| 2013      | PERSON of INTEREST 犯罪予知ユニット Person of Interest     | バーン刑事                     | 1エピソード                                |
| 2006-2013 | クリミナル・マインド FBI行動分析課 Criminal Minds          | スタン・ゴルディンスキー警部   | 2エピソード                                |
| 2010-2014 | グッド・ワイフ The Good Wife                               | ジム・ムーディー               | 10エピソード                               |
| 2014      | オレンジ・イズ・ニュー・ブラック Orange Is the New Black   | スパイナー捜査官               | 1エピソード                                |
| 2014      | CSI:科学捜査班 CSI: Crime Scene Investigation              | エド・ラスク                   | シーズン15の第4話、1エピソード             |
| 2015      | レイ・ドノヴァン ザ・フィクサー Ray Donovan                | ヴェローナ知事                 | 3エピソード                                |
| 2014-2016 | エレメンタリー ホームズ&ワトソン in NY Elementary          | ウィリアム・ハル               | 2エピソード                                |
| 2016      | NCIS:ニューオーリンズ NCIS: New Orleans                    | ブレイク・ジャレット           | 1エピソード                                |
| 2016      | ザ・ナイト・オブ The Night Of                              | 警官                           | 1エピソード                                |
| 2017      | シカゴ P.D. Chicago PD                                     | ジョン・ブコウスキー           | 1エピソード                                |
| 2017-2018 | マダム・セクレタリー Madam Secretary                       | ハリマン                       | 2エピソード                                |

### バラエティ番組
- アプレンティス/セレブたちのビジネス・バトル The Apprentice (2004)

### 監督
- ER緊急救命室 ER (2006) - シーズン12のNo Place to Hideとシーズン13のBreach of Trust
- クリミナル・マインド FBI行動分析課 Criminal Minds (2007) - シーズン3の“About Face”
- CSI:ニューヨーク CSI: NY (2010) - シーズン6のTales from the Undercardなど
- CSI:サイバー CSI: Cyber (2016) - シーズン2の404: Flight Not Found